# Список умерших в 1883 году
В этой статье представлен список известных людей, умерших в 1883 году.
См. также: Категория:Умершие в 1883 году

## Январь
- 12 января — Ювеналий (Карюков) — епископ Русской православной церкви, епископ Орловский и Севский.
- 23 января — Гюстав Доре (51) — французский гравёр, иллюстратор и живописец.

## Февраль
- 13 февраля:
  - Рихард Вагнер (69) — немецкий композитор и теоретик искусства, крупнейший реформатор оперы;
  - Павел Мельников (Андрей Печерский) (63), русский писатель-реалист, публицист, этнограф-беллетрист.
- 18 февраля — Фрэнсис Эбботт (83) — британский (австралийский) астроном и метеоролог.
- 27 февраля — Лев Маков — российский государственный деятель.
- 27 февраля — Юлиус Штерн — немецкий скрипач, дирижёр и музыкальный педагог.

## Март
- 4 марта — Александр Гамильтон Стивенс (71) — американский политический деятель, первый и единственный вице-президент Конфедеративных Штатов Америки.
- 11 марта — Александр Горчаков (84) — видный российский дипломат и государственный деятель, канцлер, кавалер ордена Святого апостола Андрея Первозванного.
- 14 марта — Карл Маркс (64) — немецкий философ, социолог, экономист, политический журналист, общественный деятель.
- 16 марта — Карл Вурцингер (65) — австрийский художник.

## Апрель
- 14 апреля — Софья Бардина (29) — известная деятельница народнического движения 70-х годов XIX века; самоубийство (застрелилась).
- 15 апреля — Фридрих Франц II (60) — великий герцог Мекленбург-Шверинский с 7 марта 1842 года, правнук российского императора Павла I.
- 24 апреля — Жюль Сандо (72) — французский беллетрист, член Французской академии.
- 30 апреля — Эдуард Мане (51) — французский живописец, гравёр, один из родоначальников импрессионизма.

## Май
- 5 мая — Ева Гонсалес (34) — французская художница-импрессионистка; эмболия.

## Июнь
- 14 июня — Эдвард Фицджеральд (74) — английский поэт, известный прежде всего своими переводами четверостиший Омара Хайяма.

## Июль
- 2 июля Херва́сио Анто́нио де Поса́дас-и-Да́вила (76) — Верховный правитель Объединённых провинций Ла-Платы (1814-1815)
- 17 или 19 июля — Ты Дык (53) — четвёртый император Вьетнама из династии Нгуен; считается последним императором Вьетнама, правившим независимо.

## Август
- 13 августа — Михаил Гедда (64) — русский государственный деятель, сенатор, тайный советник.
- 17 августа — Роджер Уильям Бид Воган (49) — католический прелат, архиепископ Сиднея с 16 марта 1877 года по 17 августа 1883 год, член монашеского ордена бенедиктинцев.
- 24 августа — Генрих, граф де Шамбор (62) — последний представитель старшей линии французских Бурбонов (потомков Людовика XV), внук Карла X; претендент на французский престол как Генрих V (Henri Cinq) и глава легитимистской партии.

## Сентябрь
- 3 сентября — Иван Тургенев (65) — русский писатель, поэт, переводчик, признанный классик мировой литературы.
- 21 сентября — Вильгельм Клемм (39) — немецкий филолог.

## Октябрь
- 22 октября — Томас Майн Рид (65) — английский писатель, автор приключенческих романов и произведений для детей и юношества.
- 27 октября — Николай Мурзакевич (77) — историк и археолог, директор Ришельевского лицея.
- 28 октября — Евфимий Путятин (79) — русский адмирал.

## Ноябрь
- 9 ноября — Константин Неустроев (25) — русский революционер, народоволец.
- 15 ноября — Джон Лоуренс Леконт (58) — американский натуралист и энтомолог, основоположник американской колеоптерологии.
- 24 ноября — Александр Кошелёв (77) — известный публицист и общественный деятель, славянофил.

## Декабрь
- 9 декабря — Федор Каменский (73) — российский предприниматель, меценат и общественный деятель.
- 13 декабря — Джон Стрингфеллоу (84) — английский инженер и изобретатель в области авиа- и двигателестроения, одним из первых предложивший и запатентовавший в 1841 году, (совместно с Уильямом Хенсоном), форму планера и методы управления им, используемые в авиации по настоящее время.
- 20 декабря — Платон Антонович (72) — русский генерал, Одесский градоначальник и Бессарабский губернатор.

## Дата неизвестна или требует уточнения
- Далмат (Долгополов) — епископ Русской православной церкви, епископ Новомиргородский, викарий Херсонской епархии.
- Димитрий (Муретов) — епископ Православной российской церкви, с 1882 года архиепископ Херсонский и Одесский.
- Ростислав Фадеев (59) — известный российский военный историк, публицист, генерал-майор.